# Amanita sphaerobulbosa
Amanita sphaerobulbosa é um fungo que pertence ao gênero de cogumelos Amanita na ordem Agaricales. Foi descrito cientificamente pela primeira vez por Tsuguo Hongo em 1969. Seu nome popular em língua inglesa é Asian abrupt-bulbed Lepidella.